# Aracruz
Aracruz is een gemeente in de Braziliaanse deelstaat Espírito Santo. De gemeente telt 98.393 inwoners (schatting 2017).

## Geografie

### Aangrenzende gemeenten
De gemeente grenst aan Fundão, Ibiraçu, João Neiva en Linhares.

### Beschermde gebieden

#### Inheemse gebieden
- Terra Indígena Caieiras Velhas
- Terra Indígena Pau Brasil
- Terra Indígena Tupiniquim

#### Kustgebieden
- Área de Proteção Ambiental Costa das Algas
- Refúgio de Vida Silvestre de Santa Cruz

## Geboren
- Alair Cruz Vicente (1981), voetballer